# Devant-le-Pont
Devant-le-Pont (letterlijk: Voor de brug) is een stadswijk van Wezet, gelegen op de linkeroever van de Maas tegenover de eigenlijke stad. Van de andere zijde wordt het door het Albertkanaal gescheiden van Haccourt.
De plaats is ingesloten tussen Maas en Albertkanaal, en wordt door bruggen verbonden met zowel Wezet als Haccourt. Hieraan vastgebouwd ligt, ten het zuiden: Basse-Hermalle, behorend tot Hermalle-sous-Argenteau.

## Bezienswaardigheden
- De Onze-Lieve-Vrouw-van-de-berg-Karmelkerk.
- De Onze-Lieve-Vrouw-van-Bijstandkapel, net over de grens met Hermalle.